# Mathias Lindström
Mathias Lindström (Houtskär, 14 gennaio 1981) è un ex calciatore finlandese, di ruolo difensore.

## Palmarès

### Club

#### Competizioni nazionali
- Campionato finlandese: 6

Tampere United: 2006, 2007
HJK Helsinki: 2009, 2010, 2011, 2012
- Coppa di Finlandia: 2

Tampere United: 2007
HJK Helsinki: 2011